# Agent M.I.5 anropar
Agent M.I.5 anropar (engelska: The Intelligence Men) är en brittisk spionkomedi från 1965 i regi av Robert Asher. 

## Handling
Komikerduon Morecambe & Wise tar sig an en internationell spionring.

## Rollista i urval
- Eric Morecambe - Eric
- Ernie Wise - Ernie Sage
- William Franklyn - överste Grant
- April Olrich - Madame Petrovna
- Gloria Paul - Gina Carlotti
- Richard Vernon - sir Edward Seabrook
- Terence Alexander - Reed
- Francis Matthews - Thomas
- Warren Mitchell - Prozoroff
- Peter Bull - Philippe
- Tutte Lemkow - SCHLECHT-agenten